# Pandémie de Covid-19 au Liberia
La pandémie de Covid-19 au Liberia démarre officiellement le 16 mars 2020. À la date du 7 octobre 2022, le bilan est de 294 morts.

## Chronologie
Le premier cas est identifié le 16 mars 2020, suivi par le premier décès le 4 avril 2020.
La barre des 10 cas est atteinte le 4 avril, celle des 100 cas est dépassée le 21 avril et celle des 1 000 cas le 12 juillet 2020.
La barre des 10 morts est dépassée le 25 avril 2020 et celle des 100 morts le 23 juin 2021.

## Statistiques

Nombre de cas au Liberia depuis le début de l'épidémie.

Nombre de morts au Liberia depuis le début de l'épidémie.